# Marie Christine von Reibnitz
Marie Christine von Reibnitz (nome completo in tedesco Marie Christine Anna Agnes Hedwig Ida; Karlovy Vary, 15 gennaio 1945) è un membro della famiglia reale britannica in quanto moglie di Michael di Kent, cugino di Elisabetta II del Regno Unito.
Oltre ad essere scrittrice (ha pubblicato svariati libri riguardanti la famiglia reale britannica), accompagna il consorte nei vari impegni di rappresentanza che a lui vengono talvolta affidati dal Re.

## Biografia

### Infanzia
Marie-Christine è nata il 15 gennaio 1945 a Karlovy Vary, città nella regione dei Sudeti nel ventunesimo secolo facente parte della Repubblica Ceca, nella tenuta della sua nonna materna, S.A.S. la principessa Hedwig von Szapáry, figlia di Alfredo III, principe di Windisch-Grätz. La fine della seconda guerra mondiale e l'invasione russa nella zona, avvenute poco dopo la sua nascita, comportarono l'espulsione di tutte le persone germanofone dal territorio.
È figlia del barone Günther Hubertus von Reibnitz (1894-1983, di origine tedesca) e della seconda moglie di questi, la contessa ungherese Maria Anna Carolina Franziska Walpurga Bernadette Szapáry di Muraszombath, Széchysziget e Szapár (1911-1988), figlia de S.E. il conte Friedrich Szapáry, ambasciatore austro-ungarico a San Pietroburgo allo scoppio della prima guerra mondiale.
Da questo matrimonio è nato anche un fratello, Friedrich, (nato a Breslavia il 16 novembre 1942), residente a Canberra; Marie-Christine ha però anche una sorella, nata dal primo matrimonio del padre con Margherita Schön (1893-1962), di nome Margarita (nata nel 1924 a Krzanowitz e morta a Berlino nel 2017).
È una discendente matrilineare di Diana di Poitiers, favorita di Enrico II di Francia, e di Caterina de' Medici, regina di Francia (e moglie di quest'ultimo), come anche del pittore Peter Paul Rubens.
Suo padre era membro del Partito nazista e rivestì, durante la II Guerra Mondiale, il grado di Sturmbannführer (maggiore) delle SS. Dopo la Guerra la famiglia si trasferì nel Mozambico, ove il padre avviò una impresa di coltivazione di agrumi.
Nel 1950 il padre e la madre divorziarono. Marie-Christine, sua madre e suo fratello si trasferirono in Australia, dove sua madre aprì un salone di estetista; suo fratello, il barone Friedrich, sarebbe poi diventato un impiegato del governo australiano.

### Educazione

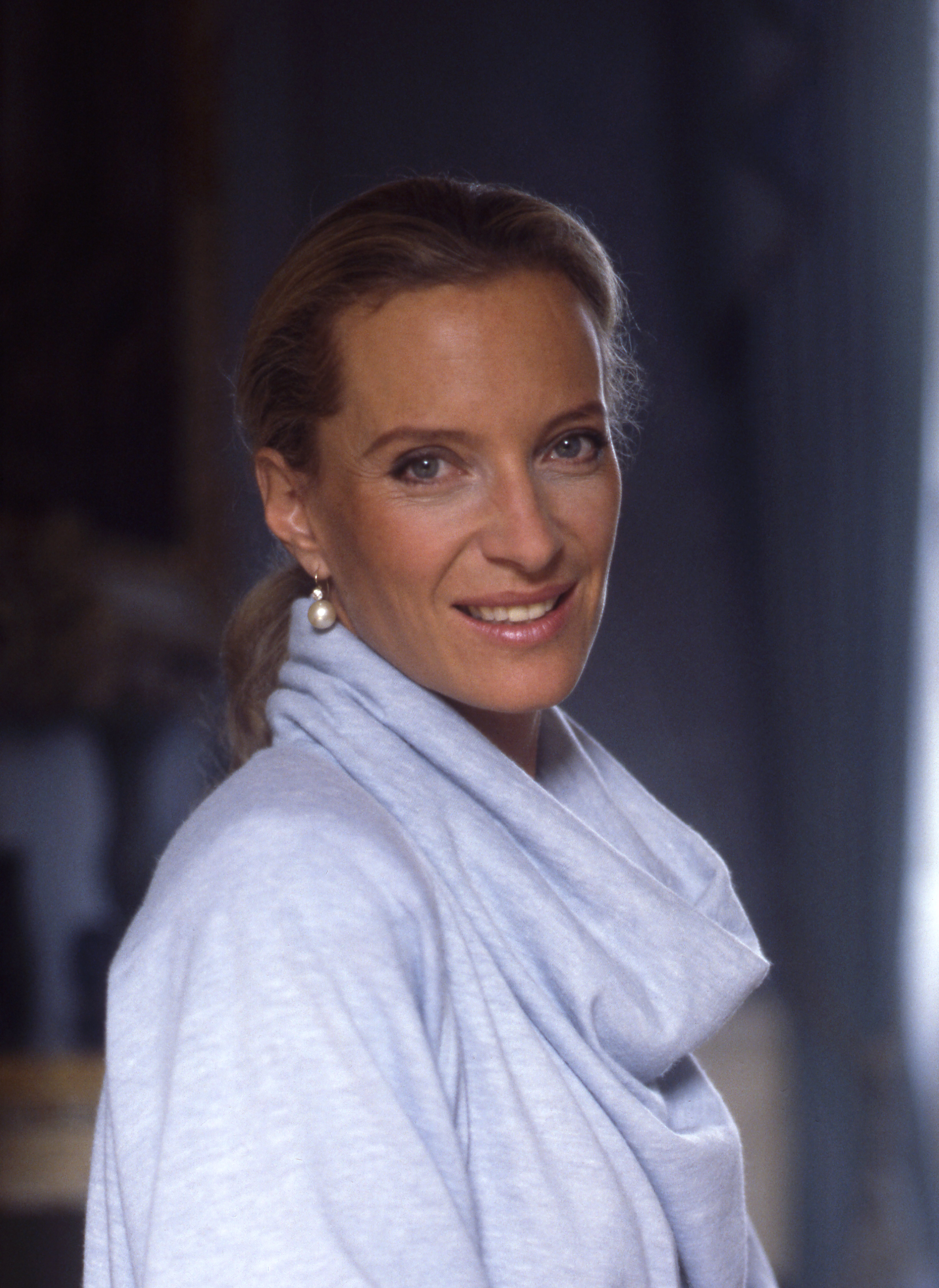
Marie Christine in uno scatto di Allan Warren nel 1999

Dopo aver vissuto in Austria, Australia e Mozambico, si trasferì da Vienna a Londra per proseguire i suoi studi in ambito storico, studiando History of Fine and Decorative Art al Victoria and Albert Museum. Nella capitale britannica aprì in seguito la sua società di design d'interni, Szapar Designs.

### Matrimoni
Il 14 settembre 1971 contrasse matrimonio con il banchiere inglese Thomas Troubridge, figlio del baronetto Sir Peter Troubridge, conosciuto in Germania in occasione di una caccia al cinghiale. Si sposarono nella « Chelsea Old Church » a Londra. La coppia si separò nel 1973 e divorziò definitivamente nel 1977. Il matrimonio è stato dichiarato nullo dalla chiesa cattolica nel maggio del 1978.
Un mese dopo l'annullamento, il 30 giugno 1978 sposò, con cerimonia civile al municipio di Vienna, il principe Michael di Kent, figlio minore del principe inglese Giorgio, duca di Kent (1902–1942) e della principessa Marina di Grecia e Danimarca (1906–1968).
Il principe Michael era quindi cugino di primo grado della regina Elisabetta II del Regno Unito. Con questo matrimonio, Marie-Christine ha assunto il titolo di "Sua Altezza Reale, la Principessa Marie Christine di Kent". Dopo aver ricevuto il consenso papale, la coppia si è unita in matrimonio religioso il 29 giugno 1983, con una cerimonia cattolica tenuta presso la residenza dell'arcivescovo cattolico di Westminster.
Il matrimonio venne fortemente avversato all'interno della famiglia reale in quanto non solo Marie-Christine era di religione cattolica romana ma era anche divorziata. In base alla norma dell'atto di Disposizione del 1701, che non consente matrimoni di un erede al trono con persone di religione cattolica, il principe Michael (all'epoca 15º in linea di successione) ha dovuto rinunciare ufficialmente alla successione al trono britannico.
Dal matrimonio sono nati due figli, entrambi ammessi alla linea di successione al trono britannico in quanto cresciuti secondo la fede anglicana.

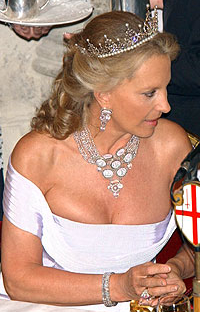
La principessa Michael di Kent nel 2003 ad un banchetto nella City.

### Incarichi ufficiali
Pur non godendo di alcun appannaggio da parte della Corona, il principe e la principessa del Kent hanno rappresentato talvolta la Regina in cerimonie ufficiali. Come terzo figlio del figlio quartogenito del re Giorgio V, il principe Michael non gode infatti di ruoli particolari all'interno della corte, limitandosi a ruoli di rappresentanza nel Commonwealth. Egli ha rappresentato la Regina a funerali di stato in India, Cipro e Swaziland e, con la moglie, ha rappresentato la Regina alle celebrazioni per l'indipendenza del Belize e alla cerimonia di incoronazione del re Mswati III dello Swaziland. Il principe Michael sostiene numerose organizzazioni di beneficenza ed è anche in questo sostenuto dalla consorte.
La coppia fin dal 1979 ha avuto in concessione (secondo la denominazione britannica per grace and favour della Regina) un appartamento di cinque camere da letto e cinque camere di rappresentanza a Kensington Palace. Dal 2002 la Regina, per questa concessione graziosa, ha versato per il fitto dell'appartamento (calcolandolo in base ai prezzi di mercato) una somma di 120.000 sterline annue prelevate dai suoi fondi personali, mentre i principi hanno contribuito con la somma di 70 sterline settimanali. Entrambe le somme sono state versate nel Grant-in-Aid, un fondo per la manutenzione dei palazzi reali britannici. La motivazione della decisione reale, secondo una nota emessa dall'ufficio stampa della famiglia reale britannica, è stata presa "come riconoscimento degli impegni e delle opere in favore delle varie organizzazioni caritatevoli che il principe e la principessa del Kent hanno intrapreso a proprie spese e senza alcun contributo pubblico". Dal 2010 i principi, come d'intesa con la Regina, hanno iniziato a versare direttamente la somma di 120.000 sterline annue.

### Interesse nei confronti del cattolicesimo
La principessa Marie Christine del Kent ha partecipato a molti eventi organizzati in occasione del viaggio apostolico in Regno Unito di Benedetto XVI nel settembre 2010. Fu presente alla Messa celebrata nella cattedrale di Westminster il 18 settembre, seduta in prima fila insieme ad altri dignitari, tra cui suo nipote, Lord Nicholas Windsor, il XVIII duca di Norfolk e l'ex-primo ministro Tony Blair e, dopo la Messa, ebbe anche modo di incontrare il Pontefice. Domenica 19 settembre 2010, ultimo giorno della visita, partecipò alla Messa di beatificazione del cardinale Newman, svoltasi all'aperto nel Cofton Park di Birmingham. La principessa si impegnò personalmente per la causa di beatificazione e partecipò a molte altre celebrazioni, sia prima che dopo la Messa di Cofton Park, incluso un concerto pubblico per commemorare il poema di Newman "Il Sogno di Geronzio" (svoltosi nella City Hall di Birmingham il 18 settembre) e la cena di gala a Birmingham, alla quale furono invitati alti dignitari e autorità ecclesiastiche e civili, prima della Messa papale.
In precedenza, nel novembre 2008, la Principessa Marie Christine del Kent aveva presenziato alla traslazione dei resti mortali del cardinale Newman nella Casa dell'Oratorio di Rednal, anche in questo caso insieme ad altri ospiti, incluso Francis Campbell, Ambasciatore del Regno Unito presso la Santa Sede, il Lord Mayor di Birmingham e consorte, Sir Ivor Roberts, presidente del Trinity College di Oxford così come l'ex-ambasciatore britannico in Italia, Sir Derek Morris provost dell'Oriel College. Dopo la Messa per la traslazione, la principessa visitò la camera privata, la cappella e la libreria appartenute del cardinale Newman.
Tranne i suoi nipoti, il conte e la contessa di St.Andrews e Lord e Lady Nicholas Windsor, che sono membri della famiglia reale "allargata", la principessa Michael di Kent fu l'unico membro della famiglia reale britannica che prese parte alla visita papale del 2010, non considerando il benvenuto formale della Regina e del duca di Edimburgo. L'altro membro cattolico della famiglia reale, la duchessa di Kent, sua cognata, non partecipò.
La principessa Michael di Kent ha anche rappresentato il duca di Edimburgo alla cerimonia di presentazione del Green Pilgrimage Network, svoltasi il 1º novembre 2011 ad Assisi e organizzata dalla Alliance of Religions and Conservation (ARC), fondata dal duca di Edimburgo nel 1995, in associazione con il WWF, un tempo presieduto da S.A.R. il duca. La principessa lesse in questa occasione un discorso per conto del duca di Edimburgo e partecipò alla processione di apertura.

### Scrittrice
Marie-Christine è autrice di tre libri, di cui due tradotti in italiano: Regina in terra straniera (Sperling & Kupfer, 1988) e Le favorite (Sperling Paperback, 1997). Nel 2004 ha dato alle stampe The Serpent and The Moon, una storia vera di amore e tradimenti nella famiglia reale. Si è anche occupata di una rubrica sulla vita di società per conto del sito di shopping on-line www.bestselections.com.
- Sua altezza reale la principessa Michele di Kent, Regina in terra straniera. Vizi e virtù di otto grandi sovrane, Sperling & Kupfer, 1988, ISBN 88-200-0772-X.
- Sua altezza reale la principessa Michele di Kent, Le favorite. Cinque celebri cortigiane, Sperling Paperback, 1997, ISBN 88-7824-713-8.
- Sua altezza reale la principessa Michele di Kent, The Serpent and The Moon: two rivals for the love of a Renaissance king, Simon and Schuster, 2004, ISBN 0-7432-5104-0.

Prima del suo matrimonio con il principe Michael, la si è anche occupata di decorazioni di interni. Un rapporto pubblicato nella rivista The Observer nel settembre del 2007 sostiene che la ripresa delle attività lavorative è stata dovuta a necessità finanziarie. Dall'inizio del 2007 la principessa è anche presidente della Partridge Fine Art, una galleria d'arte che ha sede in New Bond Street a Londra.

## Aspetti controversi
Pare che abbia affermato di avere "più sangue reale di ogni altro membro della famiglia reale". Le si attribuisce anche di aver detto di essere «...probabilmente la prima persona davvero alta del clan» (affermazione per certi versi vera, se non si tengono in conto i maschi: la Principessa è infatti alta 1,83 m). La regina Elisabetta pare si riferisse a lei chiamandola "la nostra Val", in riferimento alle valchirie e - sarcasticamente - affermando che è "un po' troppo grande per" il resto della famiglia reale.
Nel maggio 2004 è tornata ad essere oggetto delle cronache: un gruppo di commensali neri presenti nel ristorante italiano di Manhattan "Da Silvano", ha dichiarato che la principessa, lamentandosi degli schiamazzi che questi provocavano, avrebbe detto loro di «...tornare nelle colonie», accusa che essa ha negato ma che ha comunque fatto notizia in tutto il mondo. Nella sua versione lei avrebbe detto a uno dei suoi commensali che sarebbe stata felice di tornare nelle colonie, pur di sfuggire ai rumorosi vicini. Ha anche descritto i suoi accusatori come un "gruppo di Rappers", cosa purtroppo non vera in quanto del gruppo facevano parte tra l'altro una nota PR, Nicole Young, il banchiere Merv Matheson, il presentatore televisivo A.J. Calloway e la moglie di questi.
Nel febbraio 2005 ha dato alcune interviste per promuovere i suoi libri, in una delle quali ha affermato che i britannici dovrebbero avere più a cuore le linee di sangue dei propri figli, sostenendo al tempo stesso che i media inglesi si erano "eccitati" per la decisione del principe Harry di indossare una svastica per una festa in costume, ma solo a causa della "struttura proprietaria" della stampa britannica. Ha concluso che la stampa non sarebbe stata così preoccupata se egli avesse indossato una falce e martello, che ricorda "Stalin, i gulag, i pogrom, le devastazioni".
Nel settembre 2005 ha ancora una volta occupato uno spazio sui giornali, dopo che il redattore di News of the World, falso sheikh Mazher Mahmood, ha riportato alcune "intemperanti sottolineature" attribuite alla principessa, tra le quali il chiamare la principessa Diana del Galles con epiteti come "crudele" e "sporca".
Incontrando nel Botswana i ricercatori Dorothy Cheney e Robert Seyfarth e parlando delle loro scoperte, per le quali il rango tra le femmine di babbuino sarebbe ereditario, la principessa ha poi affermato: «Io ho sempre saputo che quando delle persone che non sono come noi affermano che il rango ereditario non è parte della natura umana, esse sono in errore. Ora voi mi avete dato la prova evoluzionistica!».
Il 22 dicembre del 2017, ad un lunch prenatalizio in cui era presente per la prima volta la fidanzata del principe Harry, Meghan Markle, la principessa si presentò indossando una spilla tradizionale, detta Blackamoor, che raffigura la testa di un africano in turbante. Questa scelta venne considerata offensiva, sia dai tabloid che sui social, nei confronti della giovane Markle che, come è noto, è afroamericana per parte di madre.

## Discendenza
Il principe e principessa Michael di Kent hanno due figli:
- Lord Frederick Michael George David Louis Windsor, nato il 6 aprile 1979; il 12 settembre 2009 ha sposato Sophie Winkleman;
- Lady Gabriella Marina Alexandra Ophelia Windsor, nata il 23 aprile 1981; il 18 maggio 2019 ha sposato Thomas Kingston (morto il 25 febbraio 2024).

## Ascendenza
La baronessa Marie-Christine von Reibnitz è discendente da famiglie aristocratiche tedesche, austriache, ceche e ungheresi. I suoi antenati sono originari di più di 40 nazioni.
È diretta discendente dalla "principessa vampira" Eleonore von Lobkowicz (1682-1741) - che poi avrebbe sposato il principe Adamo II Francesco Carlo di Schwarzenberg (1680-1732) - la cui sorella, la principessa Maria Ludovica Anna di Lobkowicz, sposata con il principe Anselmo Francesco von Thurn und Taxis, è una diretta antenata della famiglia reale britannica.
La principessa è anche parente della regina Elisabetta II e di suo marito il principe Michael per il tramite di entrambi i suoi genitori. Si può affermare che è imparentata con quasi tutte le famiglie reali d'Europa.
Dal lato materno, lei e la regina Elisabetta II sono entrambe discendenti del principe Ferdinando von Lobkowicz, il quale morì nel XVIII secolo, e da parte paterna sono discendenti dall'antica famiglia dei Burggrafen von Dohna.
|                                                                   |                                                             |                                                             | Genitori                                       |  |  | Nonni |  |  | Bisnonni                   |  |  | Trisnonni                 |  |
|                                                                   |                                                             |                                                             |                                                |  |  |       |  |  | Ernst, barone von Reibnitz |  |  | Karl, barone von Reibnitz |  |
|                                                                   |                                                             |                                                             |                                                |  |  |       |  |  | Ernst, barone von Reibnitz |  |  | Karl, barone von Reibnitz |  |
|                                                                   |                                                             | Adelheid-Antonie Hentschel von Gilgenheimb                  |                                                |  |  |       |  |  | Ernst, barone von Reibnitz |  |  |                           |  |
| Hans, barone von Reibnitz                                         |                                                             |                                                             |                                                |  |  |       |  |  | Ernst, barone von Reibnitz |  |  |                           |  |
|                                                                   |                                                             | Emilie Neumann                                              | Joseph Franziskus Neumann                      |  |  |       |  |  |                            |  |  |                           |  |
|                                                                   |                                                             | Emilie Neumann                                              | Joseph Franziskus Neumann                      |  |  |       |  |  |                            |  |  |                           |  |
|                                                                   |                                                             | Emilie Neumann                                              | Emilie Seiffert                                |  |  |       |  |  |                            |  |  |                           |  |
| Günther Hubertus, barone von Reibnitz                             |                                                             | Emilie Neumann                                              |                                                |  |  |       |  |  |                            |  |  |                           |  |
|                                                                   |                                                             | Hugo-Julius, barone von Eickstedt                           | Freidrich, barone von Eickstedt                |  |  |       |  |  |                            |  |  |                           |  |
|                                                                   |                                                             | Hugo-Julius, barone von Eickstedt                           | Freidrich, barone von Eickstedt                |  |  |       |  |  |                            |  |  |                           |  |
|                                                                   |                                                             | Hugo-Julius, barone von Eickstedt                           | baronessa Antonie von Wittorf                  |  |  |       |  |  |                            |  |  |                           |  |
| baronessa Ida von Eickstedt                                       |                                                             | Hugo-Julius, barone von Eickstedt                           |                                                |  |  |       |  |  |                            |  |  |                           |  |
|                                                                   |                                                             | Ida Krohn                                                   | Nikolaus Fredrich-Alexander Krohn              |  |  |       |  |  |                            |  |  |                           |  |
|                                                                   |                                                             | Ida Krohn                                                   | Nikolaus Fredrich-Alexander Krohn              |  |  |       |  |  |                            |  |  |                           |  |
|                                                                   |                                                             | Ida Krohn                                                   | Katharina Biller                               |  |  |       |  |  |                            |  |  |                           |  |
| Marie Christine di Kent                                           |                                                             | Ida Krohn                                                   |                                                |  |  |       |  |  |                            |  |  |                           |  |
|                                                                   | László, conte Szapáry di Muraszombat, Széchysziget e Szapár | Ferenc, conte Szapáry di Muraszombat, Széchysziget e Szapár |                                                |  |  |       |  |  |                            |  |  |                           |  |
|                                                                   | László, conte Szapáry di Muraszombat, Széchysziget e Szapár | Ferenc, conte Szapáry di Muraszombat, Széchysziget e Szapár |                                                |  |  |       |  |  |                            |  |  |                           |  |
|                                                                   | László, conte Szapáry di Muraszombat, Széchysziget e Szapár | Rozália Almásy di Zsadány e Törökszentmiklós                |                                                |  |  |       |  |  |                            |  |  |                           |  |
| Frigyes, conte Szapáry di Muraszombat, Széchysziget e Szapár      | László, conte Szapáry di Muraszombat, Széchysziget e Szapár |                                                             |                                                |  |  |       |  |  |                            |  |  |                           |  |
|                                                                   |                                                             | contessa Marianne von Grünne                                | Karl Ludwig, conte di Grünne                   |  |  |       |  |  |                            |  |  |                           |  |
|                                                                   |                                                             | contessa Marianne von Grünne                                | Karl Ludwig, conte di Grünne                   |  |  |       |  |  |                            |  |  |                           |  |
|                                                                   |                                                             | contessa Marianne von Grünne                                | contessa Karoline di Trauttmansdorff-Weinsberg |  |  |       |  |  |                            |  |  |                           |  |
| contessa Mária Anna Szapáry di Muraszombat, Széchysziget e Szapár |                                                             | contessa Marianne von Grünne                                |                                                |  |  |       |  |  |                            |  |  |                           |  |
|                                                                   |                                                             | Alfred III di Windisch-Grätz                                | Alfred II, principe di Windisch-Grätz          |  |  |       |  |  |                            |  |  |                           |  |
|                                                                   |                                                             | Alfred III di Windisch-Grätz                                | Alfred II, principe di Windisch-Grätz          |  |  |       |  |  |                            |  |  |                           |  |
|                                                                   |                                                             | Alfred III di Windisch-Grätz                                | principessa Hedwig di Lobkowicz                |  |  |       |  |  |                            |  |  |                           |  |
| principessa Maria Hedwig di Windisch-Grätz                        |                                                             | Alfred III di Windisch-Grätz                                |                                                |  |  |       |  |  |                            |  |  |                           |  |
|                                                                   |                                                             | principessa Gabriele di Auersperg                           | Vincenzo, principe di Auersperg                |  |  |       |  |  |                            |  |  |                           |  |
|                                                                   |                                                             | principessa Gabriele di Auersperg                           | Vincenzo, principe di Auersperg                |  |  |       |  |  |                            |  |  |                           |  |
|                                                                   |                                                             | principessa Gabriele di Auersperg                           | contessa Wilhelmine di Colloredo-Mansfeld      |  |  |       |  |  |                            |  |  |                           |  |
|                                                                   |                                                             | principessa Gabriele di Auersperg                           |                                                |  |  |       |  |  |                            |  |  |                           |  |

## Titoli, onori e stemma

### Titoli

Monogramma personale della principessa Michael di Kent.

- 15 gennaio 1945 – 14 settembre 1971:Baronessa Marie-Christine von Reibnitz
- 14 settembre 1971 – 30 giugno 1978: Baronessa Marie-Christine von Reibnitz in Troubridge
- 30 giugno 1978 –: Sua Altezza Reale la principessa Marie di Kent.

Titolo completo: Marie-Christine-Anne-Agnes-Hedwig-Ida, sua altezza reale principessa di Kent.
È da notare che, sebbene Marie-Christine sia chiamata ufficialmente con il titolo di "principessa", lei per nascita non ha diritto al trattamento di Principessa. Secondo le Lettere Patenti emesse da re Giorgio V, il titolo di principessa britannica può essere attribuito solo alle figlie di un sovrano, alle figlie del principe di Galles e alle figlie femmine generate dalla linea maschile relativa al Monarca (ad esempio, la principessa Beatrice di York è chiamata con questo titolo sia per il fatto che suo padre è un principe sia per la relazione in linea maschile con Elisabetta II). Considerato che Marie-Christine è sposata con un membro della famiglia reale il quale non è però in relazione diretta con la regina né con alcun altro membro della famiglia, lei può portare solo il titolo e il rango del marito. Se a questi dovesse essere attribuito un ducato lei, prendendo il titolo e rango del marito, diventerebbe duchessa. Un esempio di questo è la duchessa di Gloucester: all'epoca del matrimonio con il principe Richard di Gloucester, celebrato nel 1972, lui ancora non aveva il titolo ducale e quindi alla moglie fu attribuito il trattamento di "Sua Altezza Reale la principessa Richard di Gloucester". Il 10 giugno 1974, due anni dopo il matrimonio, il principe Richard ereditò il ducato familiare, divenendo il duca di Gloucester. Automaticamente, sua moglie assunse la forma femminile del suo titolo e rango, divenendo la nuova duchessa di Gloucester.